# Verzeiht mir
Verzeiht mir ist ein französisches Gesellschaftsdrama von Maïwenn aus dem Jahr 2006.

## Handlung
Violettes Verhältnis zu ihrer Familie und besonders zu ihrem Vater Dominique ist tief gestört. Er schlug sie als Kind häufig wegen Nichtigkeiten, während der Rest der Familie die Vorkommnisse ignorierte oder überspielte. Violette ist, nun erwachsen, in psychologischer Behandlung und verarbeitet ihre Erfahrungen kreativ. Zur Aufführung ihres Einpersonenstücks, in dem sie die Beziehung zu ihrem Vater verarbeiten will, kommen 300 Zuschauer, darunter auch ihre Schwester Billy und ihr Vater. Nach der Premiere erscheinen beide in Violettes Garderobe, doch kann ihr Vater kaum etwas zu ihr sagen. Das Stück fand er gut, baut jedoch über die Rolle des passiven Zuschauers keinen Zugang zu Violette auf. Sie erkennt, dass das Stück ihr beim Versuch der Verarbeitung der Geschehnisse aus der Vergangenheit nicht geholfen hat.
Violette, die am Anfang ihrer Schwangerschaft steht, entschließt sich, während der nächsten Monate für ihr noch ungeborenes Kind einen Film über ihre Familie zu drehen. Ihre Psychiaterin spricht ihr gut zu, doch ist sich Violette unsicher, ob die Frau ihr nicht zu nahe steht, um objektiv urteilen zu können. Sie bricht die Behandlung daher ab. Mit ihrer neuen Filmkamera macht sie erste Aufnahmeversuche, so konfrontiert sie ihren Freund Alex mit der Frage, warum sie im Vorjahr ihr Kind habe abtreiben müssen. Alex verweigert eine Antwort. Das Gespräch mit dem Vater verläuft ernüchternd, ist ihm sein zukünftiges Enkelkind doch egal.
Nach ihrer Stückpremiere war Violette von Journalist Paul um ein Interview gebeten worden. Es stellt sich heraus, dass es Paul eigentlich nicht darum ging. Vielmehr eröffnet er Violette im Gespräch, dass er einst mit ihrer Mutter Lola eine Affäre hatte und der Vater von Violettes kleiner Schwester Nadia ist. Er zeigt Violette einen Brief, in dem Lola ankündigt, trotz Schwangerschaft zu Dominique zurückkehren zu wollen. Kurz vor einer Feier konfrontiert Violette ihre Mutter vor der Kamera mit ihrem Wissen und Lola gibt zu, dass Nadia nicht Dominiques Tochter ist. Das Geständnis wiederum spielt Violette Nadia vor und nimmt ihre Reaktion auf. Nadia weint, während Dominique wenig später auf die Eröffnung reglos reagiert. Einige Tage später feiert Violette ihren Geburtstag im Familienkreis. Sie filmt wie die letzten Tage auch jede Begebenheit und stößt demonstrativ auf die zehn Jahre an, in denen sie von ihrem Vater geschlagen wurde. Sie erhält keine Reaktion, mit der sie arbeiten könnte. Wenig später klingelt es und Paul steht vor der Tür. Violette hat ihn eingeladen und stellt ihn seiner Tochter Nadia vor. Der Hass der Mutter entlädt sich auf Violette, doch schlägt sich Billy bald auf ihre Seite, nachdem sie erkannt hat, wie sehr Violette unter dem Schweigen der Eltern zu den Gewaltausbrüchen in der Familie leidet. Violette klagt den Vater an, sie nie gemocht zu haben, doch bringt er es nicht fertig, Emotionen zu zeigen. Am Ende bleiben Paul und Violette allein zurück. In der Folgezeit beginnen Paul und Nadia trotz des abrupten Beginns, eine Vater-Tochter-Beziehung aufzubauen. Paul wiederum gesteht Violette, dass er sich in sie verliebt habe, doch weist sie ihn wirsch zurück. Sie erwartet ein Kind von Alex, mit dem sie seit fünf Jahren zusammen und glücklich ist.
Violette versucht weiterhin, das gestörte Verhältnis zu ihrem Vater aufzuarbeiten. Mit ihrer Freundin kauft sie eine große Spielzeugpuppe, die sie präpariert. Während die Freundin die Kamera führt, konfrontiert Violette ihren Vater mit der Puppe, die sie wie sich selbst als Kind angezogen hat. Sie schlägt die Puppe, sodass ein roter Farbbeutel im Haar zerstört wird und die Puppe „blutet“. Eine andere Szene simuliert, wie Violette sich als Kind vor Angst einnässte, als der Vater sie wegen einer Nichtigkeit anschrie. Dominique bleibt die ganze Zeit über starr. Erst, als Violette und ihre Freundin gegangen sind, beginnt er zu weinen. 
Violettes Schwangerschaft ist fortgeschritten und sie denkt Alex gegenüber über eine Hochzeit nach. Alex lehnt dies ab; im Verlauf des Gesprächs stellt er die These auf, dass sie ihre Erlebnisse der Kindheit übertrieben dargestellt oder sich ausgedacht habe, rede doch keine ihrer Schwestern so über den Vater wie sie. Empört geht sie. Ein Jahr später ist Violette Mutter einer Tochter geworden. Sie ist beim Schnitt ihres Films und versucht immer noch, ihren Vater zur Reue zu bewegen. Der bittet sie mechanisch um Entschuldigung, kann jedoch nicht sagen, dass er sein Verhalten bereue. Um den Schmerz von damals zu fühlen, zerschlägt Violette eine Flasche auf ihrem Kopf. Anschließend geht sie auf einen Jahrmarkt und begibt sich schließlich nach langer Zeit zu ihrer Psychiaterin. Diese macht ihr klar, dass Dominique sie nie um Vergebung bitten wird. Sie solle vielmehr versuchen, ihm zu verzeihen. Da aus ihrem Leid die künstlerische Energie geschaffen wurde, die sie voranbringt, habe sie einen Anhaltspunkt, der es ihr erlaube, ihrem Vater Dank entgegenzubringen. Violette versucht, zu den Geschehnissen eine neue Perspektive aufzubauen. Sie erkennt, dass sie mit Alex glücklich sein kann, ist er ihrer Tochter doch ein liebevoller Vater. Am Ende schafft sie es, mit ihrer Familie – darunter auch Paul – auf einem Gruppenfoto zu stehen und zu lächeln.

## Produktion
Verzeiht mir war das Langfilm-Regiedebüt von Maïwenn, die zuvor mit I’m an Actrice bereits bei einem Kurzfilm Regie geführt hatte. Der Film entstand „in Anlehnung an persönliche Erfahrungen“ mit ihrer Familie, die sie auch in anderen Filmen verarbeitete. Für den Film existierte kein klassisches Drehbuch, sondern nur jeweils eine Szenenvorgabe mit Dialogteilen. Teile des Films wurde in „dokumentarische[r] Home Videoästhetik“ umgesetzt, was den Film sehr authentisch wirken lässt. Die Dreharbeiten zu Verzeiht mir fanden 2005 statt, wobei die Rolle der Nadia ursprünglich Sara Forestier spielen sollte; sie wurde wenige Tage vor Drehbeginn durch Mélanie Thierry ersetzt.
Verzeiht mir lief am 22. November 2006 in Frankreich an und wurde am 9. Februar 2007 auch in den deutschen Kinos gezeigt. Er lief am 26. Oktober 2011 auf arte erstmals im deutschen Fernsehen, wobei er untertitelt, und nicht synchronisiert, gezeigt wurde.	

## Kritik
Der film-dienst befand, dass der Film „eine bewegende Familiengeschichte [erzählt] und […] mit einem Scherbenhaufen [konfrontiert], der durch bedingungslose Wahrheitssuche geschaffen wird.“ Für Cinema war Verzeiht mir eine „Pseudodoku, die an die Nieren geht“.

## Auszeichnungen
Verzeiht mir wurde 2007 für zwei Césars nominiert: Maïwenn erhielt je eine Nominierung in der Kategorie Beste Nachwuchsdarstellerin und Bestes Erstlingswerk.